# Playa de Berria
La playa de Berria se halla ubicada en el municipio de Santoña (Cantabria, España). Es una playa que se encuentra en el istmo que une la península que forma el monte Buciero (en Santoña) con el municipio de Argoños. Sus 1800 metros de longitud se desarrollan entre el monte Brusco, al oeste, y el macizo del Buciero al este. Su arena es blanca y fina, tiene una suave pendiente y está condecorada con la Bandera Azul. Se abre al mar por su parte norte, al sur se encuentran las marismas de Santoña.
A través de la carretera CA-907 se puede acceder fácilmente tanto desde Santoña como desde Argoños.

## Etimología
Su etimología proviene del término berro, planta que crece en lugares aguanosos y que se puede encontrar en las Marismas de Santoña al sur de la playa. En el siglo XVII está registrado el nombre de Playa de Berrio, con la característica yod epentética cántabra. 
El poeta Amós de Escalante en su poema Portus Victoriae recoge el término Berrío y lo aclara en una anotación al final del texto.

¿cuál el combate carnicero viera
 que á Roma altiva te postró sujeto:
 el Berrío arenoso, el Mouro escueto,
 el despeñado Asón, ó el corvo Miera? 

- []...Berrío ó Berria es playa de la costa de Santoña;...[]

Amos de Escalante, Poesias de D. Amós de Escalante, 1907.

Al tratarse de un lugar próximo a Vizcaya, la etimología popular la asoció durante algún tiempo con el término vasco berria, cuyo significado es "nuevo/a". Por ello durante el siglo XX se le añadió en ocasiones tal adjetivo dando lugar al tautopónimo Playa de Nueva Berria y así se recogió en algunas publicaciones. Cómo en muchas etimologías populares se basó únicamente en la coincidencia fonética, pues el arenal no era de nueva formación y se conoce desde que hay presencia humana. Su nombre oficial y generalizado en la actualidad y desde al menos el siglo XVII es simplemente Arenal o Playa de Berria.